# ماغي سيو
ماغي سيو (بالصينية: 邵美琪,) هي ممثلة صينية، ولدت في 27 فبراير 1965 بهونغ كونغ في الصين.

## وصلات خارجية
- ماغي سيو على موقع IMDb (الإنجليزية)
- ماغي سيو على موقع ميوزك برينز (الإنجليزية)
- ماغي سيو على موقع أول موفي (الإنجليزية)
- ماغي سيو على موقع قاعدة بيانات الفيلم (الإنجليزية)